# Tiszakécske
Tiszakécske ist eine ungarische Stadt am rechten Ufer der Theiß im gleichnamigen Kreis im Komitat Bács-Kiskun.

## Geschichte
Der Ort wurde 1332 erstmals unter dem Namen Cechke urkundlich erwähnt. Das heutige Tiszakécske entstand 1950 aus dem Zusammenschluss der Orte Ókécske und Újkécske und erhielt 1986 den Rang einer Stadt.

## Sehenswürdigkeiten
- Römisch-katholische Kirche Szentháromság (Dreifaltigkeitskirche,  erbaut 1820, Spätbarock)
- Thermalbad
- Kindereisenbahn (ungarisch Tiszakécskei Gyermekvasút)

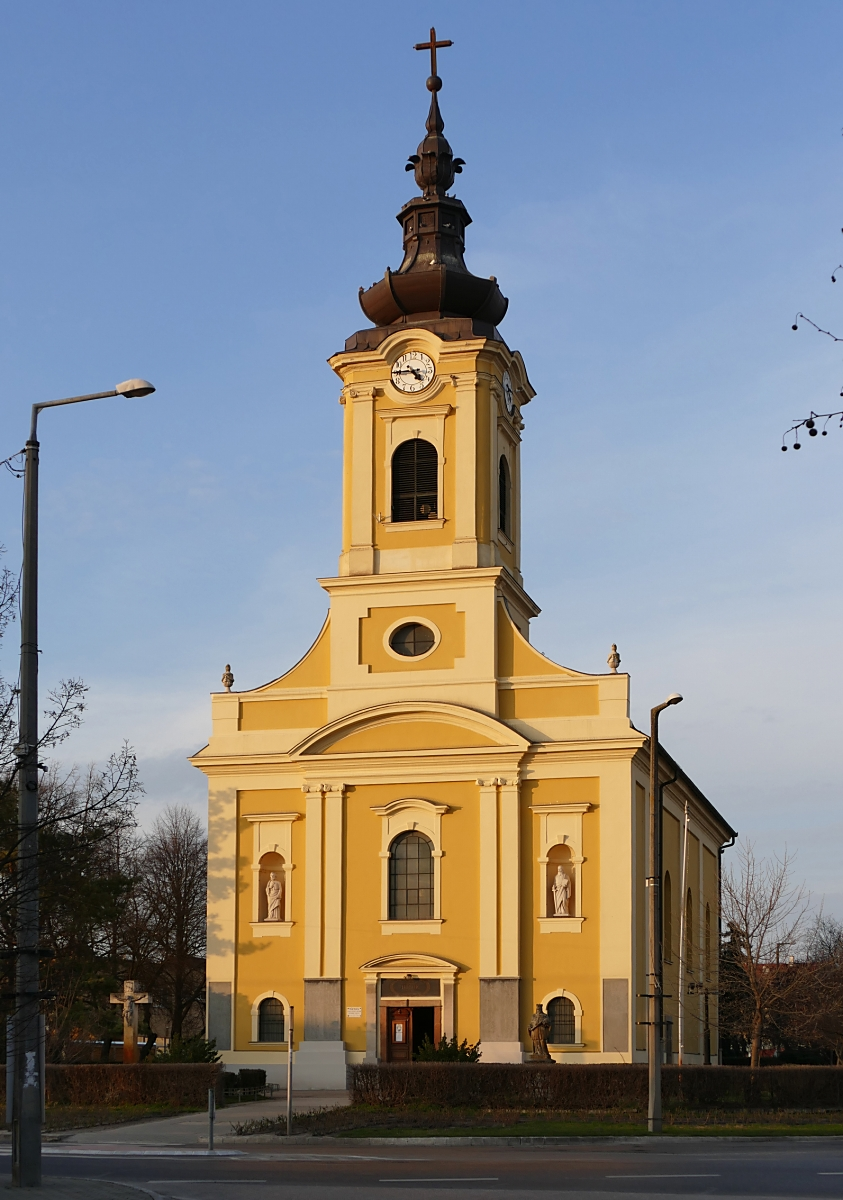
Röm.-kath. Kirche Szentháromság
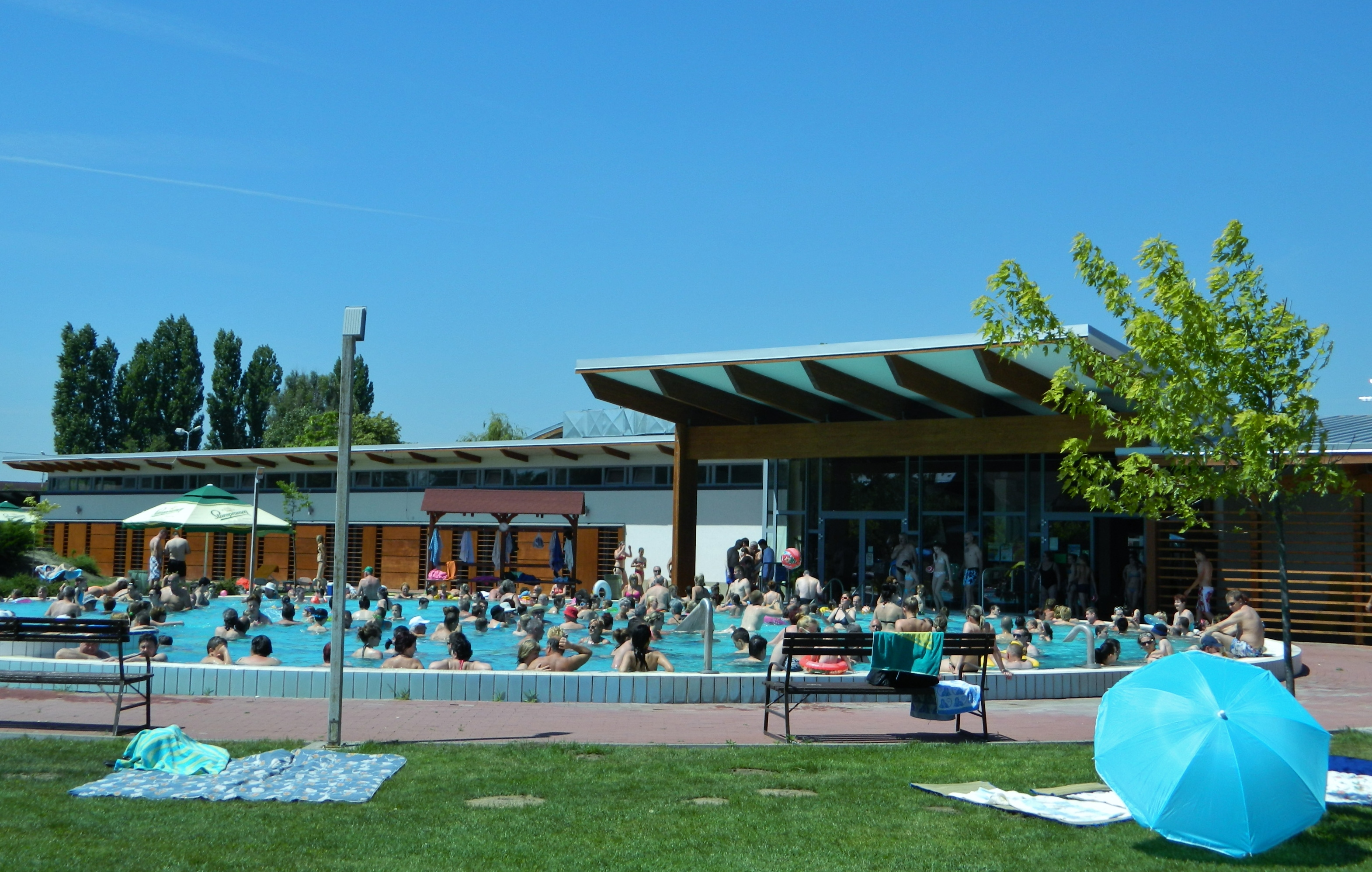
Thermalbad

## Städtepartnerschaften
- Lübbecke
- Lunca de Sus

## Persönlichkeiten
- Izidor István Marosi (1916–2003), römisch-katholischer Geistlicher, Bischof von Vác 1987–1992